# Chrysanthemumsäure
Chrysanthemumsäure ist eine chemische Verbindung aus der Gruppe der Carbonsäuren. Sie zählt zu den monocyclischen Monoterpenen mit Cyclopropan-Gerüst. Das (+)-trans-Isomer ist der in der Natur vorkommende Säurebestandteil von Pyrethrin I, einem Insektizid aus der Gruppe der Pyrethrine.

## Eigenschaften
Chrysanthemumsäure ist eine farblose bis hellgelbe Flüssigkeit.

## Vorkommen
Chrysanthemumsäure kann aus Blütenköpfen von Korbblütlern der Gattung Chrysanthemum gewonnen werden.

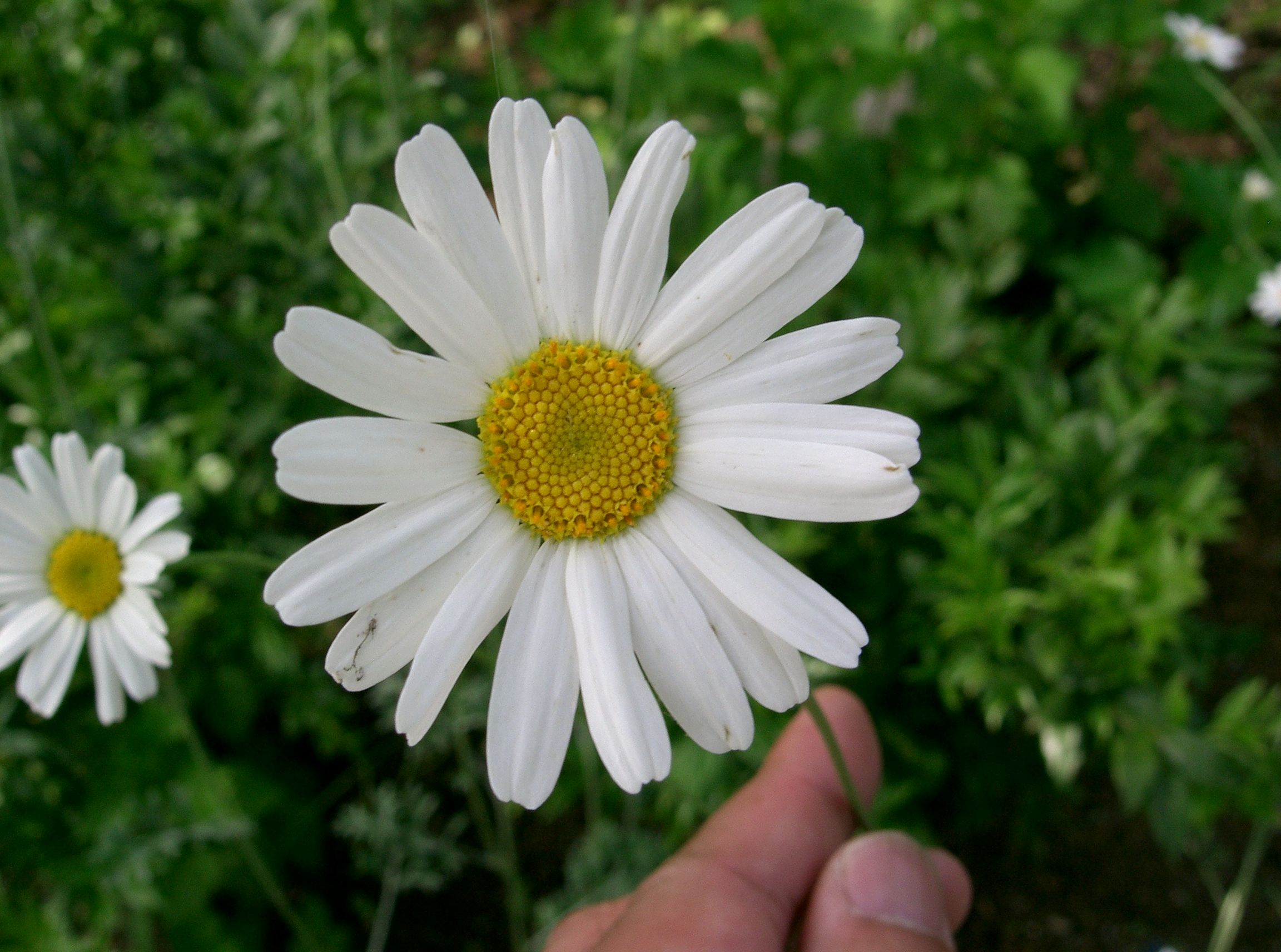
Tanacetum cinerariifolium (Syn.: Chrysanthemum cinerariifolium)

In einigen verwandten Arten von Wucherblumen wie der Dalmatinischen Insektenblume (Tanacetum cinerariifolium) sind die gebildeten Monoterpene Zwischenprodukte für die Synthese von Pyrethrinen.
Daneben wurden Chrysanthemylester auch als Pheromone von Arten der Schmierläuse gefunden, beispielsweise als Sexpheromon der zitrophilen Wolllaus Pseudococcus calceolariae.

## Synthesewege
In Pflanzen werden die ersten Schritte der Biosynthese von Chrysanthemumsäure ausgehend von Dimethylallylpyrophosphat (DMAPP) durch die Chrysanthemyl-Diphosphat-Synthase (CDS) katalysiert, einem der Farnesyl-Diphosphat-Synthase verwandten Enzym. Dabei wird zunächst das Chrysanthemyl-Diphosphat (CPP) erzeugt, indem zwei Moleküle DMAPP miteinander reagieren unter Abspaltung von Pyrophosphat (PPi):
Bei den in Pflanzenzellen vorliegenden Bedingungen katalysiert das Enzym auch den nächsten Schritt, in dem aus CPP durch Abspaltung des Diphosphatrestes nun Chrysanthemol wird. Mit dieser enzymatischen Hydrolyse ist CDS bifunktionell und entfaltet Chrysanthemol-Synthase-Aktivität. Die anschließende Oxidation des monocyclischen Monoterpenalkohols führt dann zu Chrysanthemumsäure.
Unter Ausnutzung dieses Syntheseweges lässt sich mit klonierten E. coli-Stämmen enantiomerenreine (+)-trans-Chrysanthemumsäure gewinnen.
Im Labor lässt sich der Ethylester der Chrysanthemumsäure durch Umsetzung von 2,5-Dimethyl-hexa-2,4-dien mit Diazoessigsäureethylester über Übergangsmetallkatalysatoren gewinnen, durch anschließende Hydrolyse wird Chrysanthemumsäure erhalten.